# Enyaliopsis inflatus
Enyaliopsis inflatus är en insektsart som beskrevs av Weidner 1941. Enyaliopsis inflatus ingår i släktet Enyaliopsis och familjen vårtbitare. Inga underarter finns listade i Catalogue of Life.